# Jerino
Il torrente Jerino nasce nei pressi del monte Mauro nel territorio di Tocco Caudio.
Attraversa le contrade di Grieci e Martini di Campoli del Monte Taburno, poi quella di Ponterutto di Vitulano per immettersi presso Loreto, Menzogna e Sala, all'incrocio dei territori comunali di Cautano, Vitulano e Foglianise, nel torrente Jenga che a sua volta dopo circa 5 km sfocia nel Calore nei pressi della contrada Scafa di Benevento. 
Lungo il suo percorso è attraversato unicamente da ponti a servizio della viabilità locale (strade comunali o minori), ma nel progetto di completamento della Fondo Valle Vitulanese (da Foglianise alla SS 7 Appia in Montesarchio) è previsto il passaggio di questa strada a scorrimento veloce in fondo valle dello Jerino.